# Sven Skovmand
Sven Skovmandh, né le 29 septembre 1936 est une personnalité politique.